# Gemmingen

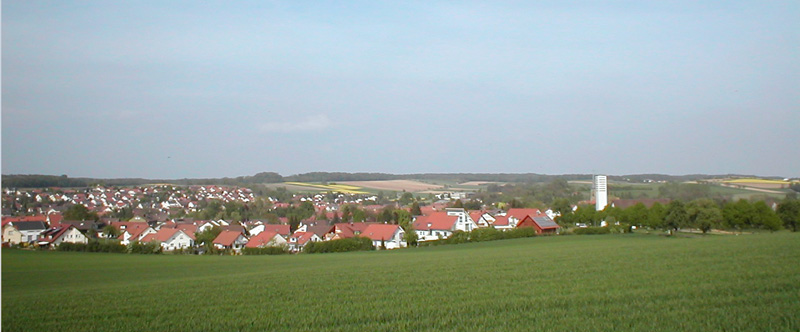
Blick von Westen über Gemmingen. Während sich der Altort in der Talsenke befindet, erstrecken sich die Neubaugebiete bis auf die umliegenden Hänge.

Gemmingen ist eine Gemeinde im Landkreis Heilbronn in Baden-Württemberg. Sie gehört zur Region Heilbronn-Franken.

## Geographie

### Geographische Lage
Gemmingen liegt am Staudbach im nordöstlichen Kraichgau, im Westen des Landkreises Heilbronn.

### Nachbargemeinden
Nachbarstädte und -gemeinden Gemmingens sind (im Uhrzeigersinn, beginnend im Westen) die Stadt Eppingen, die Gemeinden Kirchardt und Massenbachhausen und die Stadt Schwaigern (alle Landkreis Heilbronn). Mit Eppingen und Ittlingen ist Gemmingen die Verwaltungsgemeinschaft Eppingen-Gemmingen-Ittlingen eingegangen.

### Gemeindegliederung
Gemmingen besteht aus Gemmingen selbst und dem Ortsteil Stebbach. Zu Gemmingen gehört noch der Wohnplatz Eichmühle, zu Stebbach gehören Schloss und Hof Schomberg, der Hof und Wohnplatz (ehemalige Burg) Streichenberg sowie der Wohnplatz Stebbach (Bahnstation). Der abgegangene, also heute nicht mehr bestehende Ort Zimmern befand sich auf Gemarkung Stebbach.
Die Gemeinde Gemmingen hat (Mitte 2006) 4971 Einwohner, von denen 3517 im Ortsteil Gemmingen und 1454 im Ortsteil Stebbach leben.

### Flächenaufteilung
Nach Daten des Statistischen Landesamtes, Stand 2014.

## Geschichte

### Bis zum 18. Jahrhundert
Es wird vermutet, dass der Ort im Staudbachtal auf eine römische Siedlung zurückgeht, die im 3. Jahrhundert von Alamannen in Besitz genommen und nach deren Stammesfürst Gemmo benannt wurde. Erstmals erwähnt wurde Gemmingen (frühere Namen: Gemminchheim, Gemmininchheim oder Gemyngen) im Jahre 769 im Lorscher Codex  anlässlich der ältesten von rund 20 Schenkungen an das Kloster Lorsch. Die heutige Wüstung Zimmern und der 1292 erstmals erwähnte heute eingemeindete Ort Stebbach sind wahrscheinlich von Gemmingen erfolgte Ausbausiedlungen aus der jüngeren Merowingerzeit um das 8. Jahrhundert. Gemmingen wurde zunächst zum Gartachgau gezählt, später zum Kraichgau. Während der Zeit der Stammesherzogtümer lag der Ort im Herzogtum Franken.
1235 werden mit Hans von Gemmingen, dem kaiserlichen Landvogt in Sinsheim, erstmals die Herren von Gemmingen erwähnt, die im Ort womöglich schon lange begütert waren. Sie errichteten im 13. Jahrhundert drei Burgen im Ort: Das Mittelschloss ist bereits 1235 im Besitz von Hans von Gemmingen belegt, wurde im Dreißigjährigen Krieg zerstört und nicht wieder aufgebaut, an seiner Stelle entstand später das Rentamt. Das Oberschloss entstand um die Mitte des 13. Jahrhunderts, wurde nach 1630 nicht mehr von der Familie von Gemmingen bewohnt und verkauft. Das bis heute erhaltene Unterschloss Gemmingen geht auf die um 1274 durch Schweiker, gen. der Velscher, erbaute Wasserburg zurück. Man hat die Burg mehrfach umgebaut und die Wassergräben später verfüllt. Die Familienlinie der Velscher starb 1552 mit Hans aus. Dieser übergab das Unterschloss 1550 an Wolf von Gemmingen († 1555). Dessen Enkel Wolf Dietrich (1550–1595) ließ es 1592 im Stil der Renaissance erneuern.
Ein vierter früher Herrensitz in unmittelbarer Nähe ist die Burg Streichenberg auf der Gemarkung Zimmern, die im hohen Mittelalter auch im Besitz der Herren von Gemmingen war, aber schon ab dem 14. Jahrhundert eine wechselnde Besitzgeschichte nahm. Die Herren von Gemmingen besaßen Gemmingen, Stebbach und Zimmern in wechselnden Anteilen als Allodialbesitz oder Lehen. Ab dem späten 15. Jahrhundert erhielten sie zahlreichen weiteren Besitz, insbesondere Lehen der Kurpfalz. Ab 1508 bis zu seinem Tod im Jahr 1514 war Uriel von Gemmingen aus der Linie Gemmingen-Michelfeld Erzbischof von Mainz und deutscher Erzkanzler. Die verschiedenen Zweige der sich weit verbreitenden Familie brachten zahlreiche weitere hohe Würdenträger hervor.

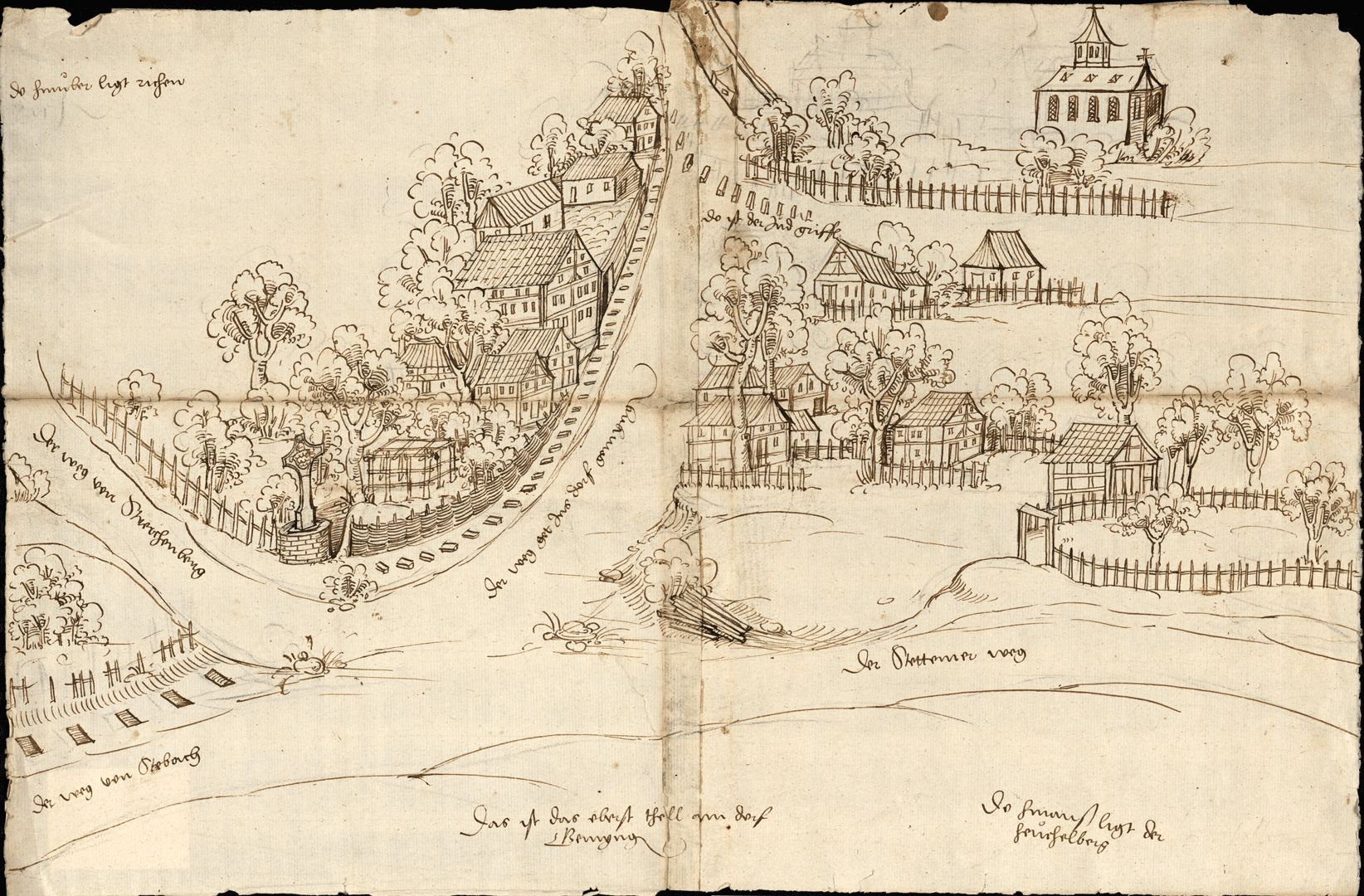
Historische Ansicht von Gemmingen

Der Ort Gemmingen zählte als reichsritterschaftlicher Ort zum Ritterkanton Kraichgau, während Stebbach und Streichenberg an die Kurpfalz kamen. 1497 erlangten die Herren von Gemmingen an ihrem Stammsitz Gemmingen die Hochgerichtsbarkeit. Der Ortsherr Wolf von Gemmingen († 1555) gründete 1521 die Lateinschule Gemmingen und war ein früher Anhänger Luthers und Förderer der Reformation, die er in Gemmingen dauerhaft durchführte, während Streichenberg und Stebbach von häufigen Konfessionswechseln der Kurpfalz betroffen waren.
Durch den Dreißigjährigen Krieg wurde der Ort nahezu entvölkert und nach 1648 durch Einwanderer aus der Schweiz und Frankreich aufgesiedelt, die nach den Verwüstungen des 1688 bis 1697 tobenden Pfälzischen Erbfolgekrieges mehrfache Wiederaufbauarbeit leisten mussten.
1664 verkauften die Herren von Gemmingen das Oberschloss mit einem Teil des Ortes an Württemberg. Dieser Anteil ging 1710 an die Herren von Neipperg. Stebbach dagegen kam von der Kurpfalz an die Raugräfin Marie Luise und 1733 an die Grafen von Degenfeld-Schonburg.

### 19. und 20. Jahrhundert
Durch die Mediatisierung der Reichsritterschaft kam Gemmingen im Jahr 1806 zum Großherzogtum Baden. Stebbach war 1803 beim Ende der Kurpfalz zum Fürstentum Leiningen gekommen, wurde aber nach dessen raschem Ende 1806 auch badisch.
Der Bau der Kraichgaubahn in den Jahren vor 1880 brachte Gemmingen ein gewisses Maß an Prosperität, während Stebbach zur selben Zeit durch Auswanderung und Landflucht sinkende Einwohnerzahlen hatte. In der Nacht zum 1. Juli 1897 waren die Orte von einer schweren Gewitter- und Hagelkatastrophe betroffen. Die Elektrifizierung beider Orte erfolgte 1920. 1939 wurden 1170 Einwohner gezählt, Ende 1945 waren es 1360. Die zentrale Wasserversorgung für Gemmingen und Stebbach wurde 1952 installiert.
Am 1. Januar 1925 wurde die Gemarkung Streichenberg mit Burg Streichenberg und dem im 19. Jahrhundert erbauten Schloss Schomberg nach Stebbach eingemeindet. Am 1. Januar 1974 wurde die zuvor eigenständige Gemeinde Stebbach nach Gemmingen eingemeindet. Die Eingemeindung wurde mit großer Mehrheit beschlossen, nachdem der jeweils unabhängige Fortbestand beider Gemeinden durch Beschlüsse der Landesregierung zur Gemeindereform Anfang der 1970er-Jahre stark gefährdet war.

### Religionen

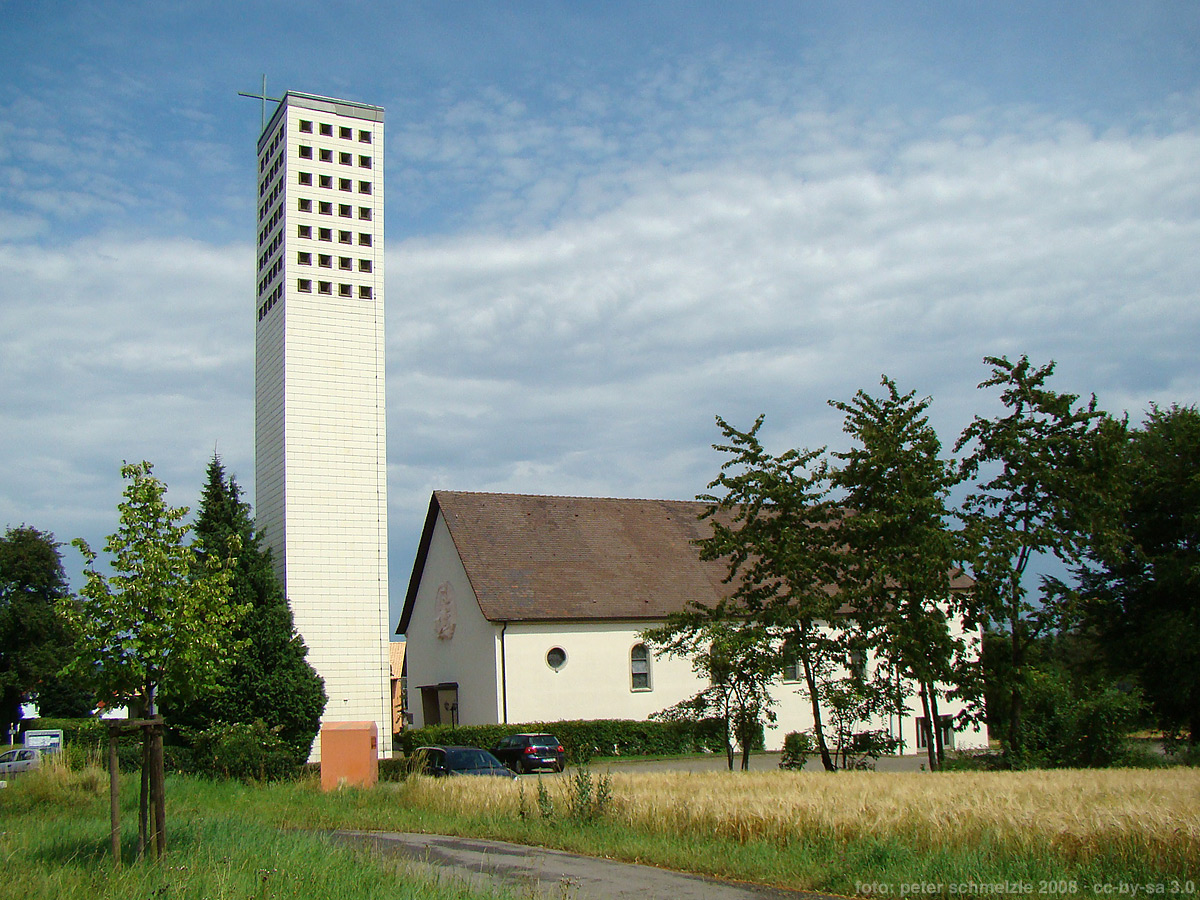
Katholische Marienkirche Gemmingen

Schon zu Beginn der 1520er Jahre waren Wolf von Gemmingen († 1555) und Bernhard Griebler, der Inhaber der Gemminger Prädikatur, Anhänger Luthers. Ende 1531 oder Anfang 1532 bestellte Wolf einen lutherischen Pfarrer, nachdem der am alten Glauben festhaltende Pfarrer aufgegeben und Gemmingen verlassen hatte. Nach jahrelangem Streit mit dem Patronatsherrn der Pfarrei, dem Domkapitel in Speyer, hatte sich die reformatorische Bewegung in Gemmingen durchgesetzt. In Stebbach wechselte hingegen aufgrund des Grundsatzes cuius regio – eius religio im Zeitraum 1545 bis 1648 zehnmal die Konfessionszugehörigkeit der Bewohner. 1649 wurde Stebbach mit den Pfälzer Kurfürsten endgültig evangelisch-reformiert. In Gemmingen gibt es heute eine evangelische und eine evangelisch-freikirchliche (baptistische) Gemeinde. Die römisch-katholischen Christen werden von der katholischen Kirchengemeinde in Eppingen betreut.
Juden waren in Gemmingen vereinzelt bereits im 17. Jahrhundert ansässig, durch eine gezielte Ansiedlungspolitik ab 1710 bildete sich jedoch erst dann zunächst im Gemmingenschen Teil des Ortes die Jüdische Gemeinde Gemmingen, der ab 1727 eine Judenschule (Synagoge) erlaubt war und die 1751 zwölf Familien, 1762 schon 17 Familien mit rund 100 Personen umfasste. Ab 1790 nahmen auch die Grafen von Neipperg Juden in Gemmingen auf. 1809 bestand die Gemeinde aus 16 Familien mit zusammen 86 Personen und wuchs bis zur Mitte des 19. Jahrhunderts weiter an (1864: 291 Personen), verringerte sich danach jedoch durch Ab- und Auswanderung. Zwischen 1900 und 1933 sank die Größe der Gemeinde von 157 auf 47 Personen. Nach 1933 wanderten die meisten Gemminger Juden aus oder verzogen in größere Städte. 1938 wurde die Synagoge demoliert, anschließend von der Gemeinde Gemmingen erworben. Die letzten sieben Gemminger Juden wurden 1940 in das Internierungslager Gurs deportiert, drei von ihnen fanden anschließend im KZ Auschwitz den Tod. Auch im Ortsteil Stebbach bestand seit dem 18. Jahrhundert eine zeitweilig bedeutende jüdische Gemeinde, die Jüdische Gemeinde Stebbach.

### Konfessionsstatistik
Im Jahr 2000 gab es in der Gesamtgemeinde 51,4 % Protestanten und 26,3 % Katholiken. Unter den verbleibenden 1115 Personen (22,3 %) waren auch muslimische Gläubige. Laut Daten des Zensus 2011 lebten in Gemmingen 48,1 % Protestanten, 23,5 % Katholiken (23,5 %) und 28,5 % Konfessionslose und Angehörige anderer Religionen. Der Anteil der evangelische und katholische Kirchenmitglieder an der Gesamtbevölkerung is seitdem gesunken.  Laut Daten der Gemeinde leben derzeit (Stand 30. März 2025) in Gemmingen 34,6 % evangelische Kirchenmitglieder und 17,8 % katholische. Die Mehrheit mit 47,8 % sind Konfessionslose oder Angehörige anderer Glaubensgemeinschaften.

## Politik

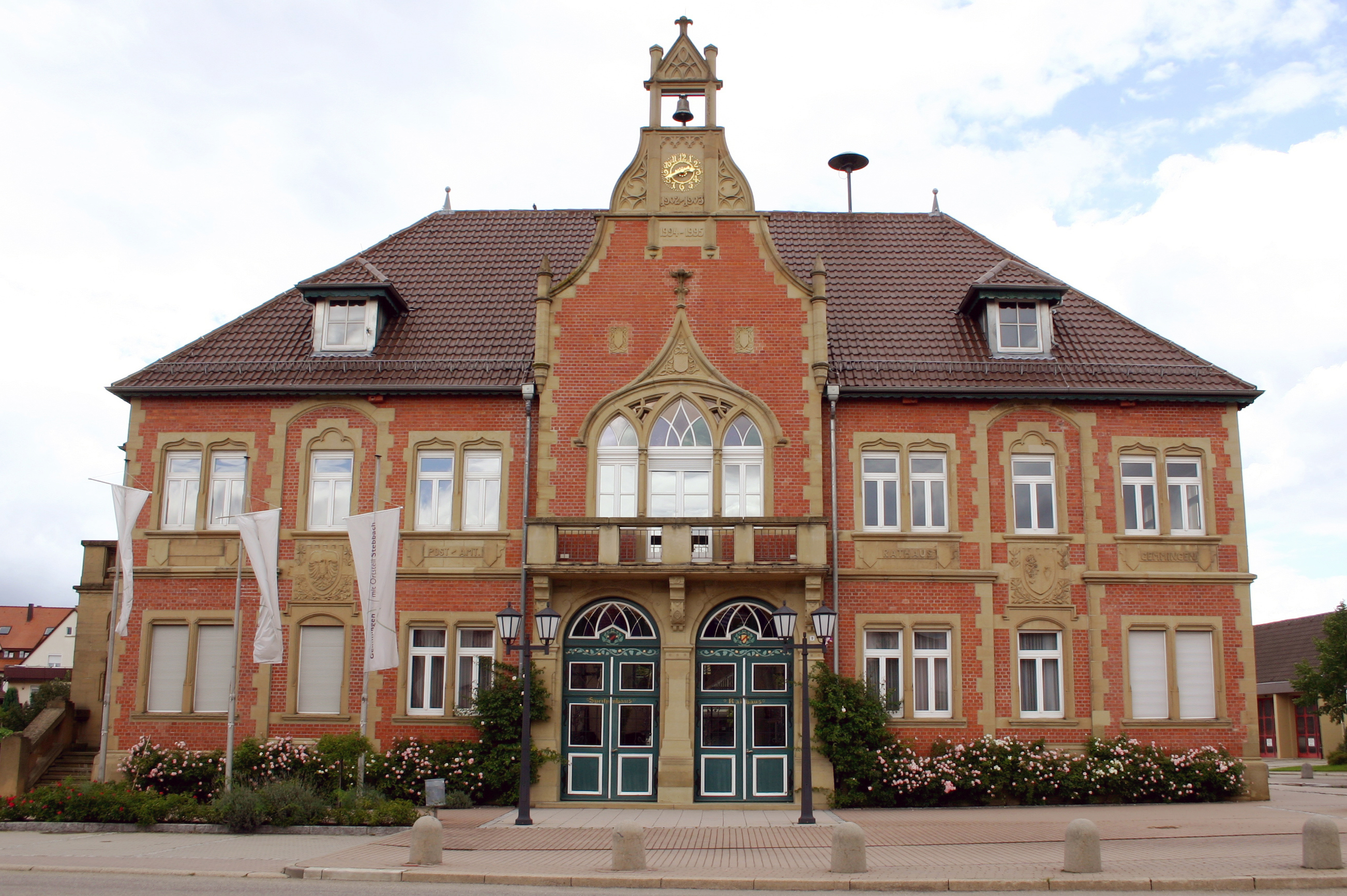
Rathaus in Gemmingen

### Gemeinderat
In Gemmingen wird der Gemeinderat nach dem Verfahren der unechten Teilortswahl gewählt. Dabei kann sich die Zahl der Gemeinderäte durch Überhangmandate verändern. Der Gemeinderat besteht nach der Gemeindeordnung für Baden-Württemberg aus den gewählten ehrenamtlichen Gemeinderäten und dem Bürgermeister als Vorsitzendem. Der Bürgermeister ist im Gemeinderat stimmberechtigt. Der Gemeinderat in Gemmingen hat nach der Wahl 2024 eine Stärke von 19 Sitzen (2019: 16 Sitze).
Die Kommunalwahl am 9. Juni 2024 führte zu folgendem Endergebnis.
| Partei / Liste             | Stimmenanteil | Sitze  |                 | 2019 |
| FWV                        | 31,13 %       | 6      | 29,6 %, 5 Sitze |      |
| CDU                        | 29,59 %       | 5      | 27,9 %, 4 Sitze |      |
| SPD                        | 21,12 %       | 4      | 21,5 %, 3 Sitze |      |
| Liste Dorf und Natur (LDN) | 13,57 %       | 3      | 16,6 %, 3 Sitze |      |
| FDP                        | 04,58 %       | 1      | 4,3 %, 1 Sitz   |      |
| Wahlbeteiligung            | 63,5 %        | 63,5 % | 58,2 %          |      |

### Bürgermeister
Seit 2001 ist Timo Wolf der Bürgermeister, er wurde 2009 und 2017 im Amt bestätigt.

### Wappen und Flagge

Wappen Gemmingens

Die Blasonierung des Gemminger Wappens lautet: In gespaltenem Schild vorne in Silber auf grünem Dreiberg an schwarzem Pfahl ein grüner Weinstock mit drei blauen Trauben, hinten in Rot eine goldene Pflugschar. Die Flagge der Gemeinde ist Gelb-Rot.
Die Wappenfiguren des Weinstocks und der Pflugschar, die auf Acker- und Weinbau hinweisen, sind seit dem 19. Jahrhundert in Gemminger Siegeln belegt. Die Farben des Wappens wurden 1901 vom Generallandesarchiv festgelegt, der Gemminger Gemeinderat hat ihnen 1910 „ein für alle Mal“ zugestimmt. Die Flagge wurde der Gemeinde am 2. Mai 1969 vom baden-württembergischen Innenministerium verliehen.

### Partnergemeinde
Partnergemeinde Gemmingens ist seit dem 5. Juni 1999 die Gemeinde Dunavarsány in Ungarn. Die Partnerschaft geht auf das Jahr 1996 zurück, als eine ungarische Reisegruppe zufällig Gemmingen entdeckte.

## Kultur und Sehenswürdigkeiten

### Bauwerke

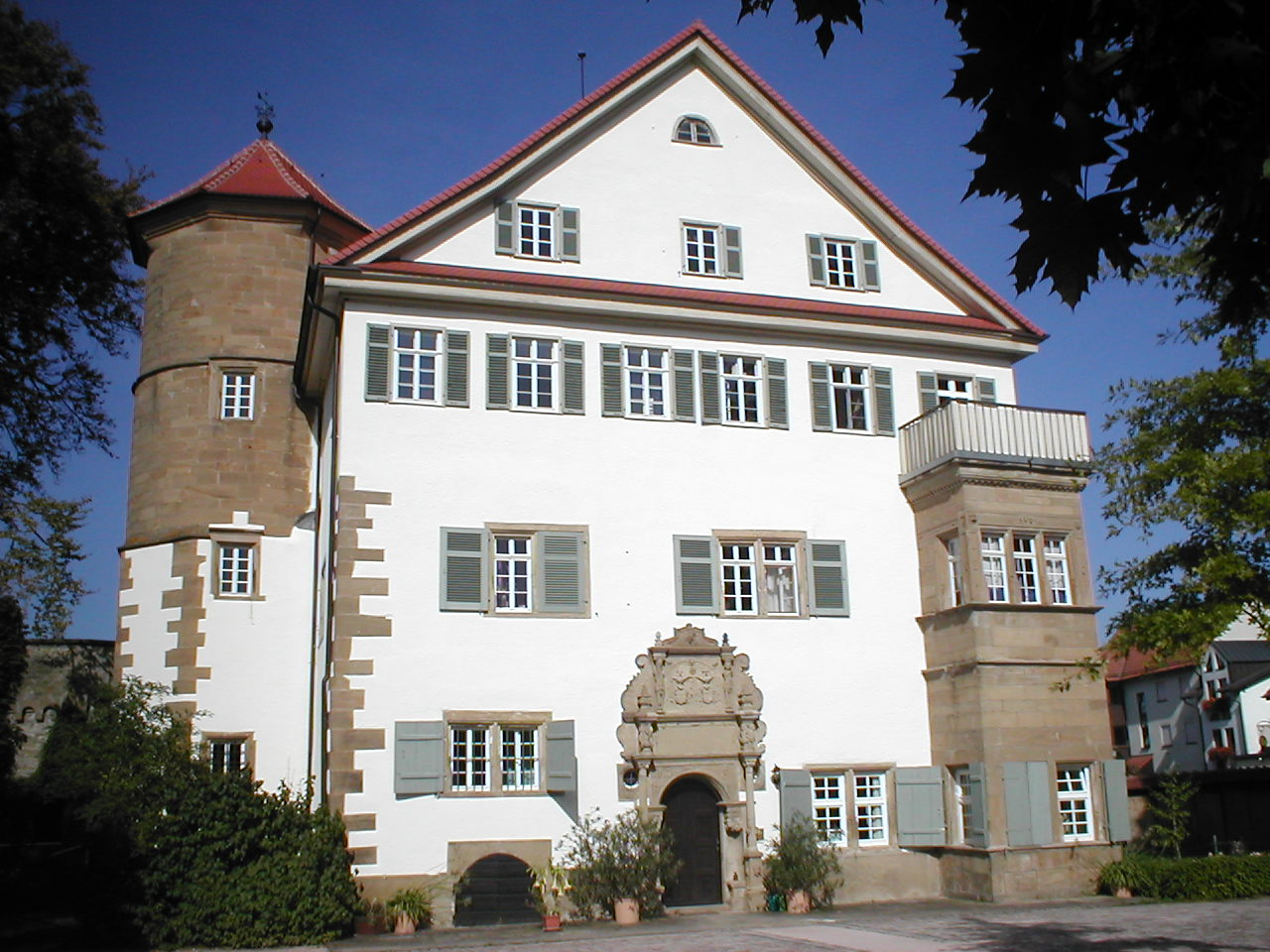
Unterschloss Gemmingen

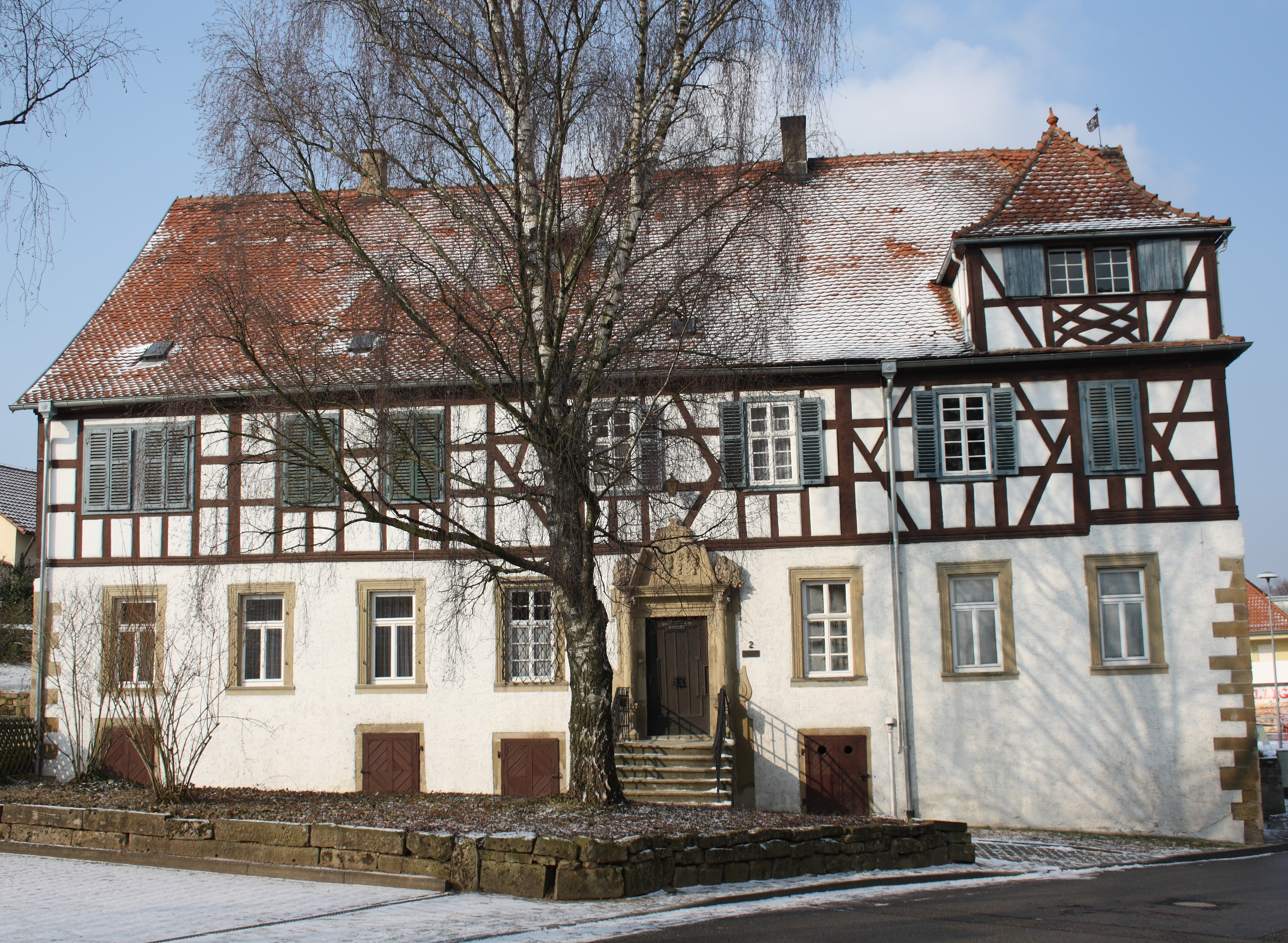
Rentamt

- Mitten im Ort steht das dreistöckige Unterschloss Gemmingen, das Herrenhaus der Familie von Gemmingen. Das Gebäude wurde 1592 vermutlich auf den Fundamenten der um 1274 entstandenen Unteren Burg errichtet. Neben dem Schloss befindet sich noch ein mittelalterlicher Wehrturm. Das Schloss weist ein prächtiges Renaissance-Portal auf, an der Schlossmauer befinden sich zahlreiche historische Grabplatten der Herren von Gemmingen, die man im 19. Jahrhundert beim Kirchenneubau aus der alten Kirche dorthin versetzt hat. Der angrenzende große Schlosspark wurde von der Gemeinde erworben und 1982 bis 1988 in seiner heutigen Gestalt angelegt.
- Das ehemalige Rentamt (erweitert 1717) und der alte Fruchtspeicher (1743 über älterem Kern erbaut) sind zwei Fachwerkgebäude aus dem frühen 18. Jahrhundert und waren früher Teil einer herrschaftlichen Hofanlage.
- Das Gemminger Rathaus, 1902–03 im Stil des Eklektizismus mit reichem Bauschmuck erbaut, war einst auch gleichzeitig Postamt und Spritzenhaus. Es entstand an der Stelle des ehemaligen Oberen Schlosses als nötig gewordener Ersatz für das zu klein gewordene historische Rathaus von 1752, welches ebenfalls noch erhalten ist. Das Rathaus wurde in den 1990er Jahren grundlegend saniert und durch einen nahegelegenen Neubau erweitert.
- Die evangelische Kirche ist ein Neubau von 1846/47 an der Stelle der alten Gemminger Kirche. Pleikard von Gemmingen († 1515) ließ im späten 15. Jahrhundert für die damalige Kirche St. Martini ein neues nach Osten ausgerichtetes Langhaus und eine neue Vorhalle errichten. Den unter ihm begonnenen Neubau des Turmes beendete 1516 sein Sohn Wolf. Von dieser alten Kirche ist heute nur der 33 Meter hohe Turm mit Vorhalle erhalten.[17] Das heutige, nach Norden ausgerichtete Langhaus der Hallenkirche wurde 1846/47 aus Sandstein errichtet. An den Längsseiten des Langhauses sind steinerne Emporen eingezogen, die auf Steinsäulen ruhen, so dass sich im Inneren der Eindruck einer Basilika bietet. An der Südwand befindet sich eine hölzerne Kanzel, darüber ein gotisches Maßwerkfenster. In einer Wandnische wird ein Altarkreuz um 1500 aufbewahrt, das Hans Seyfer zugeschrieben wird. Die weitere Ausstattung der Kirche stammt aus der Neuzeit, darunter die als Glasmalerei ausgeführten Wappenbilder der Fenster von 1947. Das zur Kirche gehörige evangelische Pfarrhaus wurde um 1725 erbaut.
- Die katholische Kirche St. Marien wurde 1953 samt zugehörigem Pfarrhaus in der schlichten Formensprache der damaligen Zeit am südlichen Ortseingang errichtet. 1963 wurde der ursprüngliche Dachreiter der Kirche entfernt und stattdessen ein freistehender Glockenturm (Campanile) erbaut.
- Im Ort befinden sich zahlreiche weitere historische Gebäude von architektonischem Interesse, darunter weitere Fachwerkbauten, Ladengeschäfte des 19. Jahrhunderts, Siedlerhäuser der 1930er Jahre und die alte Lateinschule, die Wolf von Gemmingen 1521 gegründet hatte.

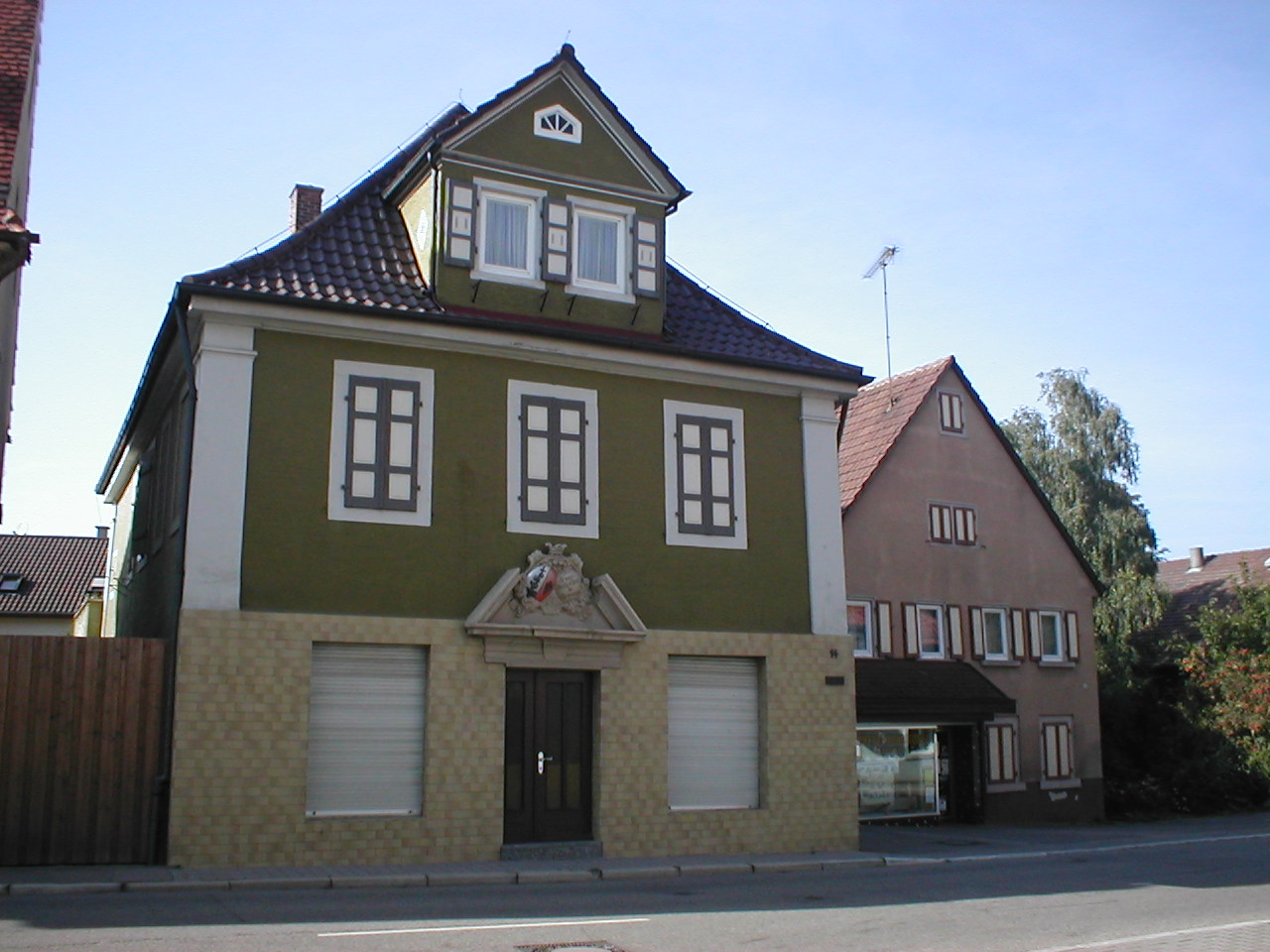
Historisches Rathaus (1752)
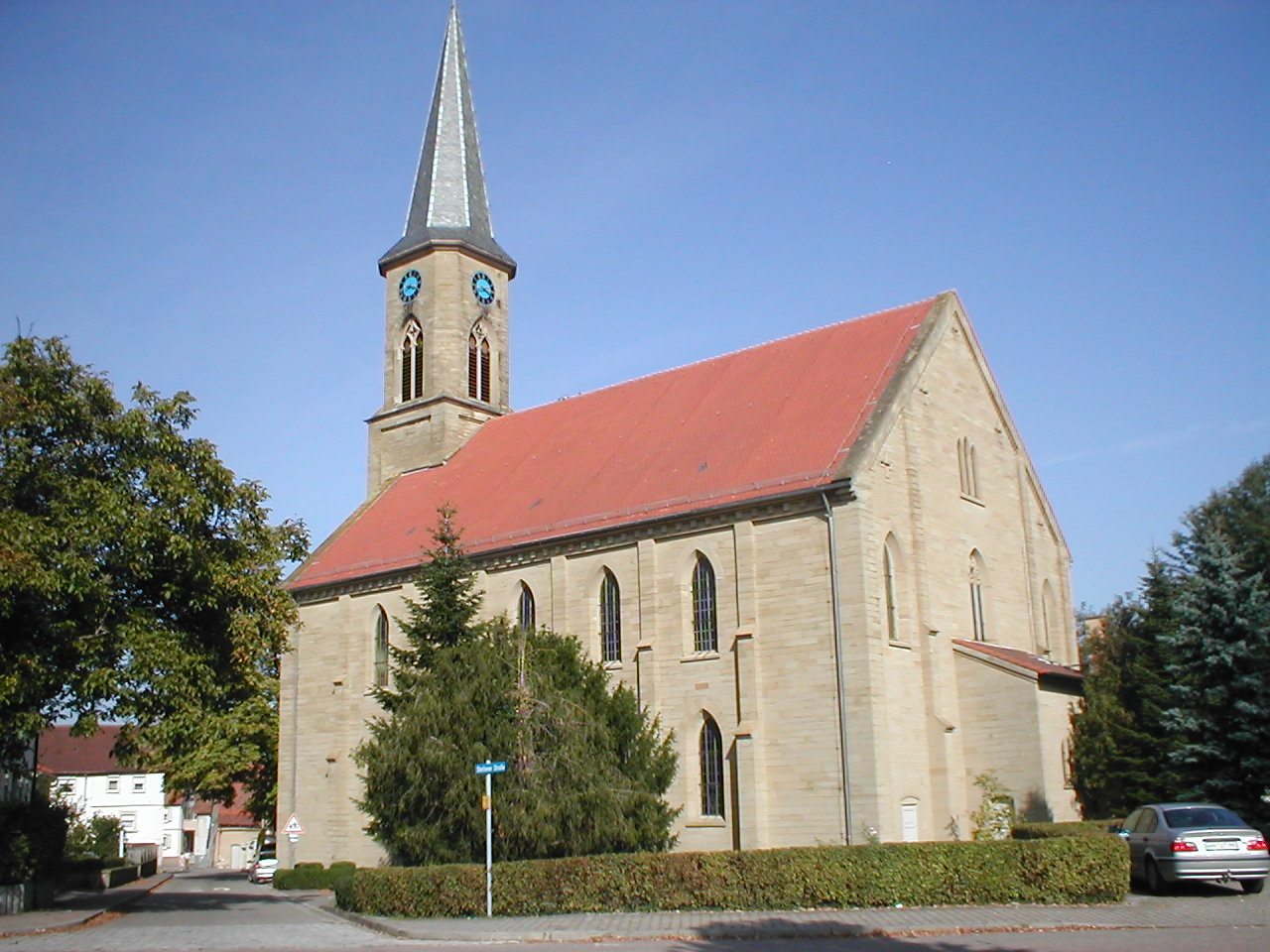
Evangelische Kirche
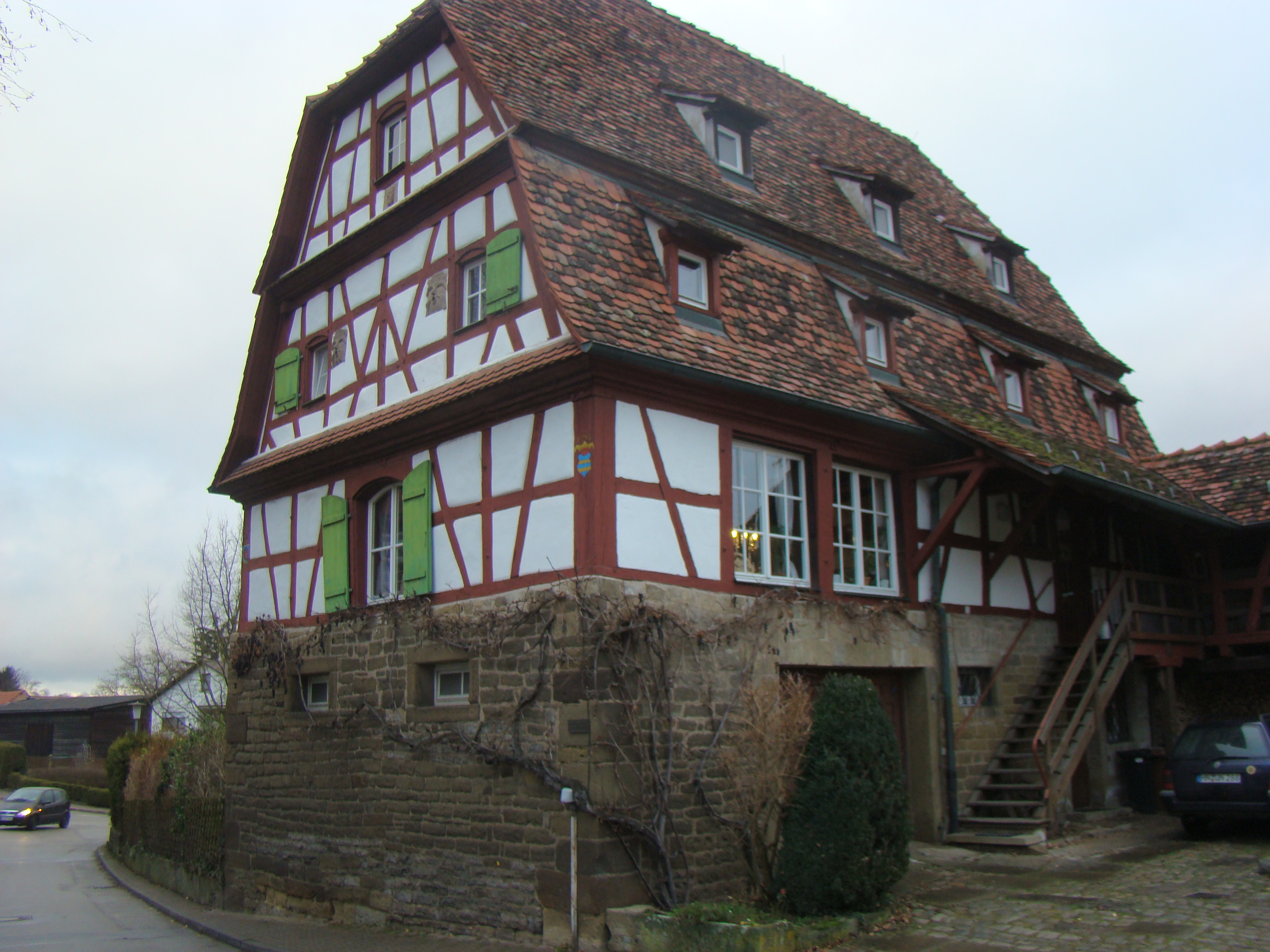
Fruchtspeicher beim Rentamt

### Parks

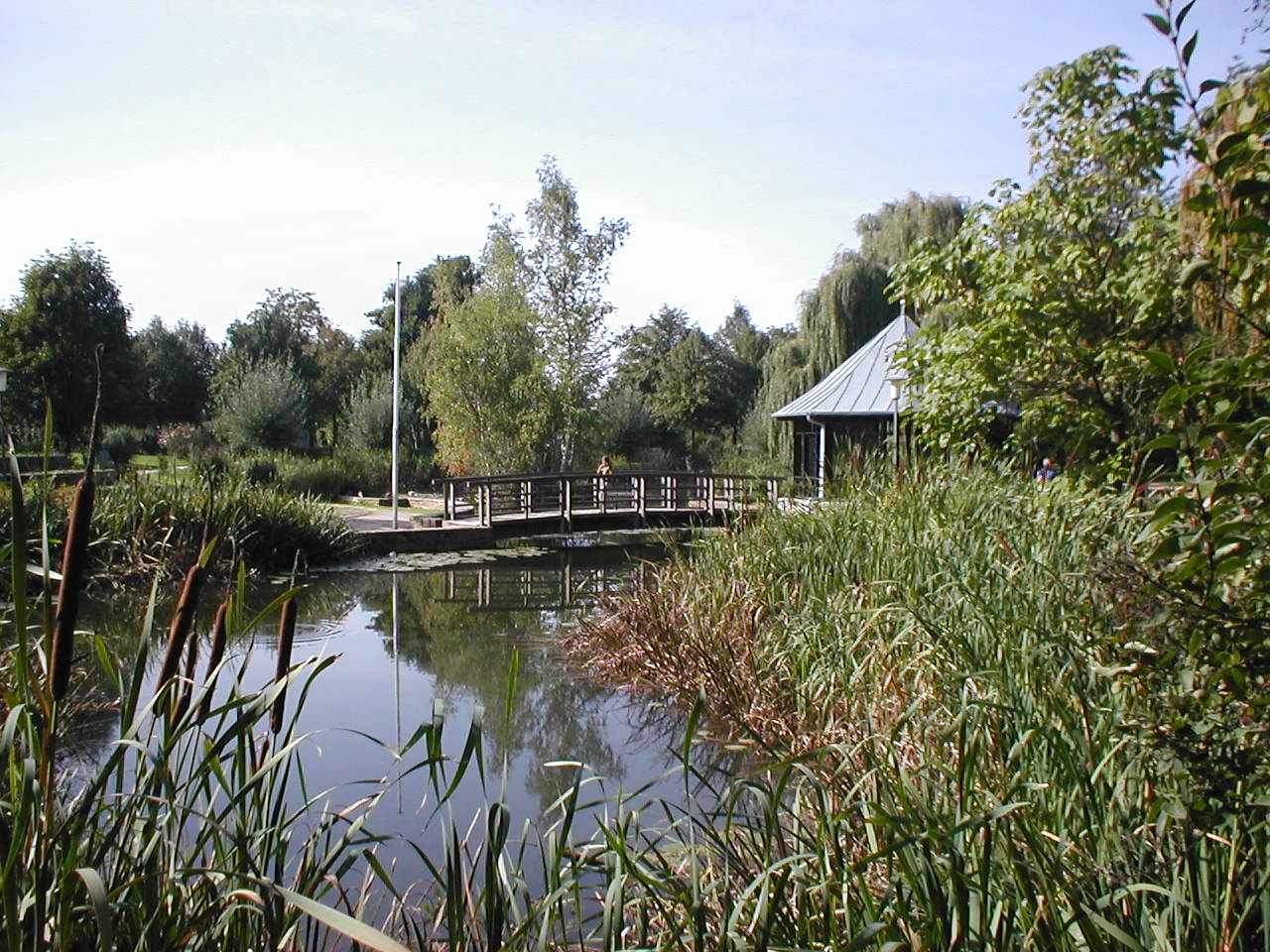
Schlosspark Gemmingen

An das Gemminger Schloss schließt sich der Schlosspark an, der von der Gemeinde erworben und 1982–1988 im Stil eines Englischen Landschaftsparks umgestaltet wurde. Dort befinden sich ein Kriegerdenkmal, ein herrschaftliches Gärtnerhaus, historische Wegmarken (Meilensteine).

### Sport und Freizeit
Das seit 1977 bestehende, beheizte Gemminger Freibad trägt seit der Wiedereröffnung nach Sanierung 2015 den Namen Imre-Gutyan-Freibad. Es wurde nach dem vor Ort tätigen Schwimmmeister und Schwimmsportfunktionär Imre Gutyan benannt, der sich als Mitglied des ungarischen Olympiateams 1964 in den Westen abgesetzt hatte und zuletzt Schiedsrichterobmann beim Schwimmverband Württemberg war.

## Wirtschaft und Infrastruktur

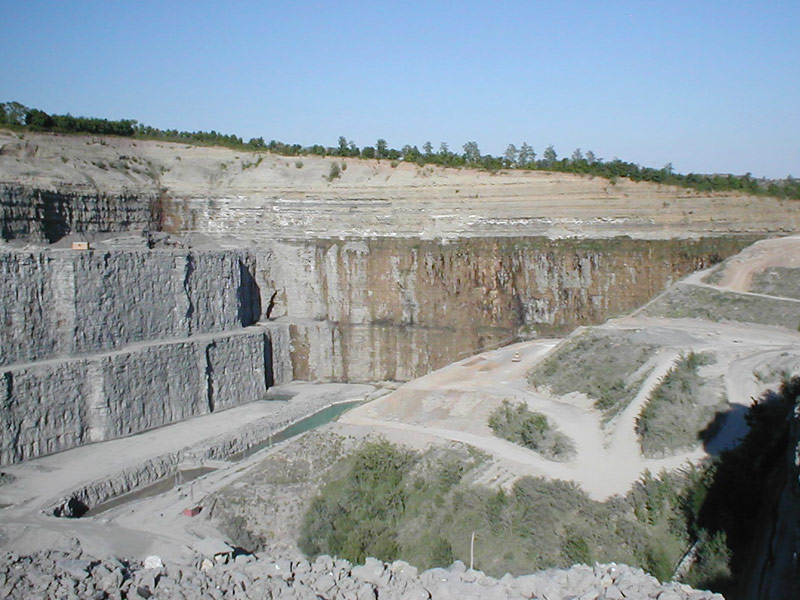
Gemminger Steinbruch

Gemmingen ist ein Weinbauort, dessen Lage Sonnenberg zur Großlage Heuchelberg im Bereich Württembergisch Unterland des Weinbaugebietes Württemberg gehören.
Die Wüteria Mineralquellen füllt seit 1928 Mineralwasser und Erfrischungsgetränke in Gemmingen ab. Der Betrieb beschäftigt 33 Mitarbeiter (Stand: 2012) im Ort.

### Verkehr

#### Straße
Gemmingen liegt an der B 293 von Heilbronn nach Karlsruhe. Die nächsten Anschlussstellen der A 6 (Saarbrücken–Waidhaus) liegen etwa 12 Kilometer entfernt.

#### Radverkehr
Durch eine Alltagsroute aus dem Radnetz Baden-Württemberg ist Gemmingen über Schwaigern und Leingarten mit Heilbronn und in der anderen Richtung mit Eppingen verbunden.

#### Bus
Der innerstädtische Verkehr wird vom Landkreis Heilbronn mit Bussen bedient. Beide Linien haben unter anderem einen Halt am Rathaus. Die Linie 671 fährt über die Wolf-von-Gemmingen-Schule, Massenbachhausen und Massenbach nach Schwaigern im Stundentakt. Die Linie 683 vereinzeln nach Bad Rappenau und Heilbronn.

#### Schiene
Gemmingen liegt an der Kraichgaubahn (Heilbronn–Karlsruhe), die von der AVG und der DB befahren wird. Im Stadtgebiet gibt es die Haltepunkte Gemmingen und Gemmingen West. Nach Karlsruhe und Heilbronn besteht ein 30-Minuten-Takt, jeder zweite Zug wird von der DB als RE45 geführt und hält nicht an Gemmingen West. Früher war auch der Ortsteil Stebbach über die Bahnstrecke Steinsfurt–Eppingen an das Schienennetz angebunden, aber der Haltepunkt wurde zwischenzeitlich aufgelassen.

### Medien
Über das Geschehen in Gemmingen berichten die Tageszeitungen Kraichgau Stimme, eine Nebenausgabe der Heilbronner Stimme, und die Heidelberger Rhein-Neckar-Zeitung. Die Gemeindeverwaltung gibt das Amtsblatt der Gemeinde Gemmingen mit Ortsteil Stebbach heraus.

### Bildung
Die Wolf-von-Gemmingen-Schule (Grund- und Hauptschule) versteht sich als eine berufsorientierte Ganztagesschule und wird von 380 Schülern besucht. Ihr organisatorisch angegliedert ist die Grundschule in Stebbach mit 90 Schülern.
Daneben gibt es drei Kindergärten im Ort, einer davon ist im Ortsteil Stebbach.
Die im April 2000 eröffnete Gemeindebücherei Gemmingen kann von jedermann kostenlos genutzt werden.

## Persönlichkeiten

### Bundesverdienstkreuz
- Hermine Schuhkraft (* 26. März 1933 † 25. September 2019); Bundesverdienstkreuz am Bande Verleihung am 8. März 2008

### Ehrenbürger
- Hugo Richheimer, Direktor der Schaumweinvertriebs AG in Frankfurt am Main

### Söhne und Töchter der Gemeinde
- Thomas Russ (um 1430–nach 1485), Mediziner, Leibarzt und Hochschullehrer
- Dietrich von Gemmingen (1584–1659), Ritterhauptmann
- Bernhard Kahn (1827–1905), Industrieller und Bankier in Mannheim
- Aaron Kahn (1841–1926), Industrieller in Augsburg
- Hermann Schäufele (1906–1977), Erzbischof von Freiburg

### Personen, die vor Ort gewirkt haben
- Udo Pollmer (* 1954), Lebensmittelwissenschaftler und Buchautor, lebt in Gemmingen
- Alper Balaban (1987–2010), Fußballspieler, wuchs in Gemmingen auf
- Udo Riglewski (* 28. Juli 1966), ehemaliger Tennis-Profi, wuchs in Gemmingen auf
- Hank Häberle jr. (1957–2007), deutscher Country-Musiker, lebte bis zu seinem Tod in Gemmingen-Stebbach